# Marko Matvere

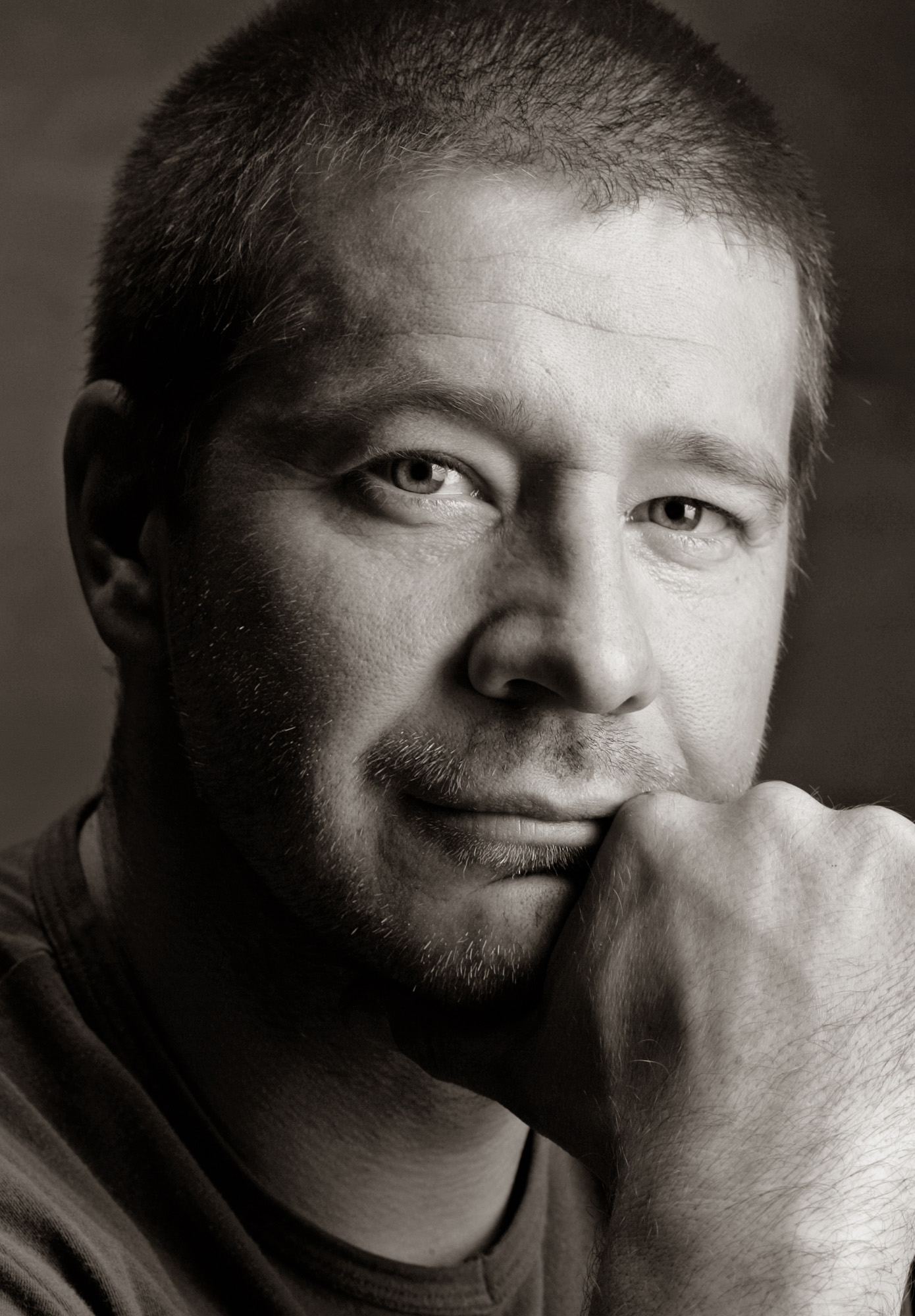
Marko Matvere (2006)

Marko Matvere (Pärnu, 4 februari 1968) is een Ests acteur, die sinds hij in 1991 aan de Hogere Theaterschool van het Ests conservatorium afstudeerde, bij het Stadstheater van Tallinn werkt. 
Matvere heeft al vele rollen gespeeld, onder andere in de musical "Les Miserables". In verschillende films en televisieseries vertolkt hij de hoofdrol. Hij kreeg in 1992 de eerste prijs in de categorie jonge acteurs op het internationale theaterfestival van Toruń, in 1996 de prijs van de Estse Theatervereniging, in 1997 de prijs voor beste acteur op het Nationale Dramafestival, in 1995, 1996, 1998 en 1999 de prijs voor beste acteur van het Stadstheater van Tallinn, enz. Samen met Annely Peebo presenteerde hij in 2002 het Eurovisiesongfestival.
- Gemeinsame Normdatei: 1061409503
- International Standard Name Identifier: 0000 0003 7282 9881
- MusicBrainz: b5be2caf-9d52-437e-a364-dd27ea236691
- Nederlandse Thesaurus van Auteursnamen: 343097540
- Virtual International Authority File: 312620245
- WorldCat: E39PBJxxhy443cJCCv69FXDXh3